# Čítanka

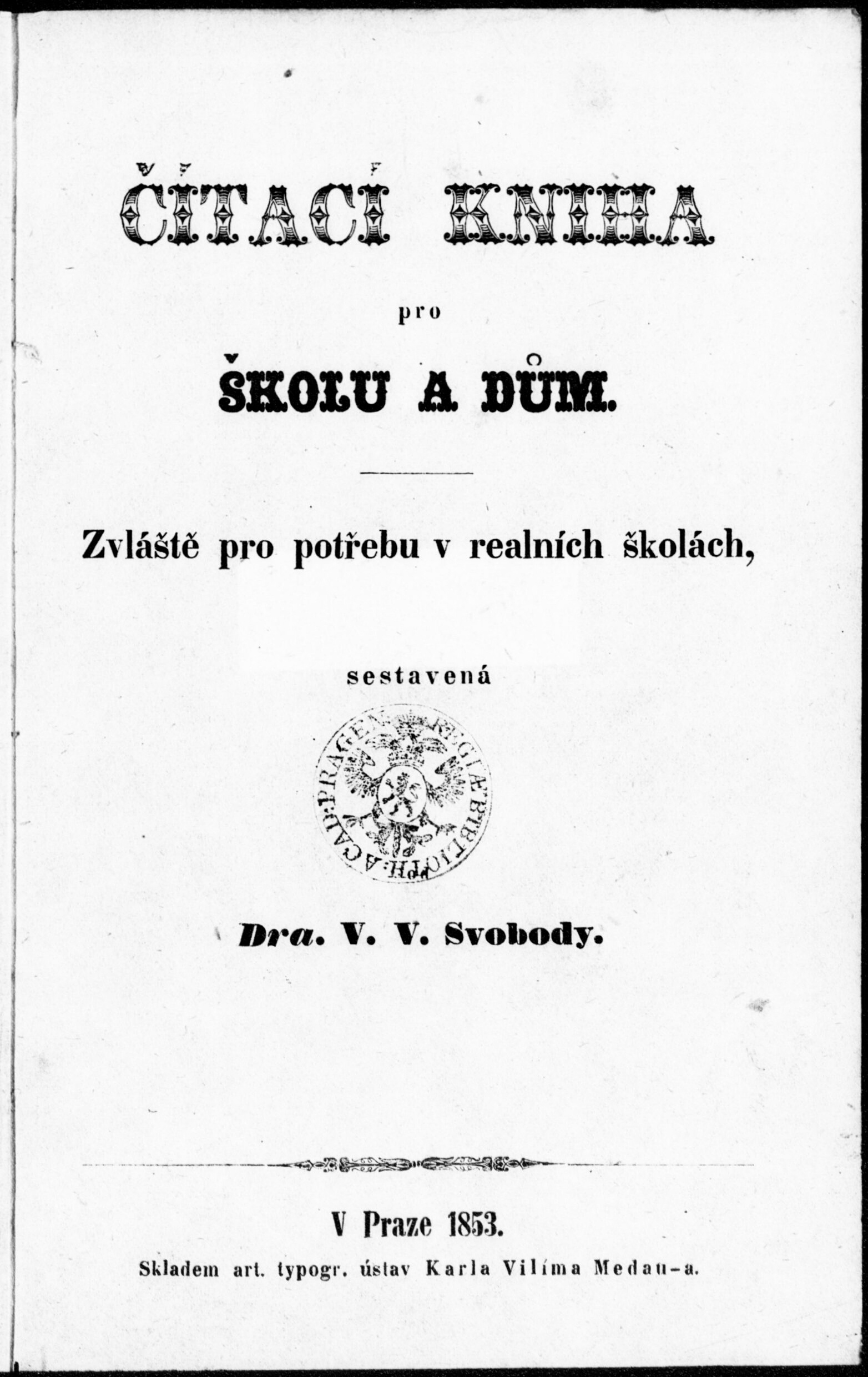
Čítanka z roku 1853

Čítanka je název zvláštní knihy, která je určena pro čtení (případně i pro hlasité předčítání) vybraných literárních textů.
Na školách se jedná o učebnici, která v prvních ročnících základní školy slouží pro výuku čtení, v 1. ročníku se nazývá slabikář. Ve vyšších ročnících základních škol a posléze i na středních školách je čítanka používána jakožto pedagogicky zaměřený sborník vybraných literárních ukázek ze všech typů literatury, který je zde užíván jakožto učebnice pro výuku literatury.
Slovem čítanka také někdy mohou být přímo označena i některá konkrétní literární díla.

## Přenesené významy
Slovo čítanka a z něj odvozené slovo čítankový se někdy používá i v dalších přenesených významech:
- Dostat se do čítanek znamená udělat něco, co by jednou v budoucnu mohlo nebo i bude jednou sloužit žákům za vzor nebo za příklad.
- Čítankové provedení znamená takové provedení nějaké činnosti, které by mohlo sloužit za vzor správného provedení apod.